# 1837 Osita
1837 Osita este un asteroid din centura principală, descoperit pe 16 august 1971, de James Gibson.